# دوغ إلمور
دوغ إلمور (بالإنجليزية: Doug Elmore)‏ هو لاعب كرة قدم أمريكية أمريكي، ولد في 15 ديسمبر 1939 في ريفورم في الولايات المتحدة، وتوفي في 28 يونيو 2002 في جاكسون في الولايات المتحدة.

## وصلات خارجية
- دوغ إلمور على موقع مرجع كرة القدم المحترفة.كوم (الإنجليزية)
- دوغ إلمور على موقع قاعة ميسيسيبي للمشاهير الرياضية (الإنجليزية)